# Condado de Orleans (Nueva York)
El condado de Orleans (en inglés: Orleans County) fundado en 1824 es un condado en el estado estadounidense de Nueva York. En el 2000 el condado tenía una población de 44.171 habitantes en una densidad poblacional de 44 personas por km². La sede del condado es Albion.

## Geografía
Según la Oficina del Censo, el condado tiene un área total de 2116 km² (817 mi²), de la cual 1013 km² (391,1 mi²) es tierra y 1013 km² (391,1 mi²) (52.12%) es agua.

### Condados adyacentes
- Condado de Monroe - este
- Condado de Genesee - sur
- Condado de Erie - suroeste
- Condado de Niágara - oeste

### Carreteras principales
- Ruta Estatal de Nueva York 18
- Ruta Estatal de Nueva York 31
- Ruta Estatal de Nueva York 63
- Ruta Estatal de Nueva York 98
- Ruta Estatal de Nueva York 104
- Lake Ontario State Parkway

## Demografía
En el 2000 la renta per cápita promedia del condado era de $37,972, y el ingreso promedio para una familia era de $42,830. En 2000 los hombres tenían un ingreso per cápita de $32,450 versus $22,605 para las mujeres. El ingreso per cápita para el condado era de $16,457. Alrededor del 10.08% de la población estaba bajo el umbral de pobreza nacional.

## Ciudades y pueblos
- Albion (villa)
- Albion (pueblo)
- Barre (pueblo)
- Carlton (pueblo)
- Clarendon (pueblo)
- Gaines (pueblo)
- Holley (villa)
- Kendall (pueblo)
- Lyndonville (villa)
- Medina (villa)
- Murray (pueblo)
- Ridgeway (pueblo)
- Shelby (pueblo)
- Yates (pueblo)

Pueblos y villas del condado.

==> Entre paréntesis la forma de gobierno